# Фима Жиганец
Фи́ма Жигане́ц (настоящее имя Алекса́ндр Анато́льевич Си́доров; род. 30 апреля 1956, Ростов-на-Дону, РСФСР, СССР) — советский и российский журналист, филолог, писатель, поэт, переводчик.

## Биография
Родился 30 апреля 1956 года на окраине Ростова-на-Дону, которой тогда был посёлок Мирный. Отец — Анатолий Ефимович — не сумел получить среднее образование из-за начавшейся Великой Отечественной войны и работал мастером обувного цеха. Мать же совсем нигде не училась, но при этом являлась знатоком городского фольклора: поговорок, пословиц и присказок. Несмотря на это в семье в большом почёте была тяга к знаниям, что выражалось в выписывании большого числа журналов, а также в участии в подписке на литературные серии «Библиотека всемирной литературы» и «Библиотека приключений».
Ещё во время учёбы в школе Сидоров намеревался стать журналистом и поэтому в 1979 году окончил отделение журналистики филологического факультета Ростовского государственного университета.
После окончания университета из-за свободного распределения в течение года не мог найти работу по специальности и поэтому работал в окружной военной газете «Красное знамя» в должности выпускающего редактора, пока в редакцию не поступил первый номер областной газеты для осуждённых «Голос совести», которой потребовался журналист, а со стороны учредителя — МВД СССР было обещано предоставить жильё, в котором нуждался Сидоров, его жена и их двухлетний сын.
В 1980—1997 годах работал корреспондентом в газете «Голос совести» (с 1997 года переименована в «Тюрьму и волю»), издававшейся Управлением исправительно-трудовых учреждений, в 1987—1997 годах – редактор газеты.
В 1981 году стал членом Союза журналистов СССР.
В 1987 году вступил в КПСС.
После своего увольнения из системы исполнения наказаний был редактором газеты «Московский комсомолец-Юг» (1998—1999), собственным корреспондентом по Югу России газеты «Сегодня» (с 1999), собственным корреспондентом по Ростовской области газеты «Газета», редактором отдела в областной независимой газете   «Седьмая столица», корреспондентом газеты Юга России «Южный репортёр», газеты "Военный вестник Юга России, "Российской газеты", собственным корреспондентом по Югу России информационного агентства «Интерфакс-Россия», стрингером Русской службы Би-би-си и Франс-Пресс.
В настоящее время является корреспондентом газеты «Наше время».
Выступал в качестве консультанта телесериалов «Боец», «Зона», "Декабристка".
После смерти жены (2018) и гибели сына (2020) занимался в основном  журналистикой. В настоящее время вернулся к творческой деятельности, завершил несколько книг по истории криминальной преступности в России, очерков об уголовно-арестантском фольклоре, словарь пословиц и поговорок российских уголовников и арестантов, а также двухтомное исследование романа Михаила Булгакова "Мастер и Маргарита".
Имеет внука.

## Творческая деятельность
Наиболее известен своими исследованиями блатного жаргона, переводами на него классических произведений Ф. Вийона, Р. Киплинга, И. А. Крылова, М. Ю. Лермонтова, В. В. Маяковского, А. С. Пушкина, У. Шекспира.
Являясь филологом, Сидоров всегда в первую очередь интересовался изучением литературной классики, в частности пьеса Уильяма Шекспира «Гамлет», и во время одного из посещений книжного магазина в Ростове-на-Дону Сидоров приобрёл «сборник переводов этой трагедии на русский, приложением к которым было десятка полтора переводов знаменитого монолога „Быть иль не быть?“», а на выходе пришёл к мысли, о том «„перевести“ столь глубокий философский монолог на русский блатной жаргон» и решил попробовать.
По собственным словам Сидорова, псевдоним Фима Жиганец («даже не псевдоним, а скорее литературная маска») возник, когда он по настоятельной просьбе коллег «из окружной газеты „Военный вестник Юга России“», где проводилась вёрстка «Голоса совести», после ознакомления с некоторыми из его переводов, «пришли в восторг и посоветовали выпустить книжицу в их типографии». Поскольку ранее Сидоров, выпустивший под своим настоящим именем словарь «Словарь блатного и лагерного жаргона. Южная феня», являлся майором внутренней службы и редактором «газеты, нацеленной на перевоспитание и исправление преступников», а также за ним «уже закрепилась незавидная репутация смутьяна и фрондёра, который „заигрывает“ с осуждёнными», то издать подобную книгу под настоящим именем означало бы предоставить удобный повод недругам. Исходя из того, что «сам характер переводов подсказывал что-то забавное и заодно залихватское», Сидоров пришёл к выводу, что в качестве фамилии можно взять «жаргонное „жиган“ – отчаянный, горячий, безрассудный человек», которое было уменьшено до Жиганца. А вот имя не было необходимости выбирать, поскольку, как отмечает Сидоров, «покойного моего деда по отцу звали Ефимом Матвеевичем».
Кроме изучения блатного жаргона, занимается литературоведческой деятельностью, прежде всего исследованием романа М. А. Булгакова «Мастер и Маргарита» и пушкинистикой. Проводит сбор материалов для работы над крупным исследованием «Гамлета» Уильяма Шекспира и "Евгения Онегина" Александра Пушкина. Полемизирует с "разоблачителями" Михаила Шолохова касательно авторства романа «Тихий Дон». Переводит немецкие классические эпиграммы, а также отрывки из «Фауста» И. В. Гёте.  Считает мечтой своей жизни создание «Толкового словаря блатного великорусского языка» и «Пословиц и поговорок блатного русского народа» (последний справочник уже практически завершён).
Публиковал стихи в газетах, литературных журналах и сборниках, включая такие издания, как «Московский вестник» (журнал московских писателей) и «Таллинн», в газете «Литературная газета».
На стихи Сидорова исполняют песни такие музыканты, как Михаил Волош, Александр Заборский, Михаил Шуфутинский, Андрей Антошин, Павел Кривуля и т.д.

## Политические взгляды
В марте 2022 одобрил вторжение России в Украину, выразил сожаление, что этого не произошло гораздо раньше.

Я с огромным удовольствием читаю зарубежную прессу, где россиян называют «реваншистами». Да, я – реваншист. Я хочу, чтобы моя страна вернула себе достойное место на глобусе. Мне надоело быть униженным и оплёванным.
И, к счастью, новые времена, видимо, наступают, судя по тому, как всякая либерастическая мразь за буграми нашей Родины и внутри неё беснуется.
Как вы понимаете, я приветствую ввод российских войск на Украину.

Для начала следует полностью уничтожить Вооружённые силы Украины – а потом разбираться. 

Нам предлагают делить бойцов ВСУ на хороших и плохих, на идейных и заблудших… Нет, деление может быть только одно – на живых и мёртвых. Ты не бросил вовремя автомат, не повернул его против нациков? Извини, братан, тебя предупреждали. 

В августе 2024 году писал

Я имперец до мозга костей. Убежден, что переговоры с Украиной можно вести только о ее безоговорочной капитуляции. Вся Новороссия – Одесса, Харьков, Херсон, Николаев, да и русский город Киев – должны отойти России. 

## Литературные и художественные взгляды и интересы
В число любимых произведений входят «Гаргантюа и Пантагрюэль» Ф. Рабле, «Бравый солдат Швейк» Я. Гашека, «Братья Карамазовы» Ф. М. Достоевского и «Понедельник начинается в субботу» братьев Стругацких.
Любимый поэт Н. С. Гумилёв, писатель — Ф. М. Достоевский.
Любимые композиторы — А. Вивальди, В. А. Моцарт, П. И. Чайковский, Ф. Шопен.
Любимые художники — Боттичелли, Д. Веласкес, А. Рублёв. Также «практически все» импрессионисты и постимпрессионисты. Представители объединения «Мир искусства», среди которых «особенно Добужинский, Бенуа». Многое нравится в творчестве П. Пикассо, К. С. Малевича, М. З. Шагала. Также «Сикейрос и Ривера, Михаил Шемякин во многом интересен».
Считает своими учителями В. И. Даля, В. М. Мокиенко и А. Д. Синявского.

### Книги
- Сидоров А. А., Кабанов А. В. Каратэ-до. — Ростов н/Д.: Красное знамя, 1990. — 112 с.
- Стэнфорд А. Великий Маленький Дракон. Рассказы о Брюсе Ли. — Ростов н/Д.: Инпресско, 1991.
- Сидоров А. А. Словарь современного блатного и лагерного жаргона. — Ростов н/Д.: Гермес, 1992. — 176 с. — ISBN 5-87022-015-7.
- Жиганец Ф. «Мой дядя, падло, вор в законе…»  Классическая поэзия в блатных переводах. — Ростов н/Д.: Военный вестник Юга России, 1995. (переиздание Жиганец Ф. «Мой дядя, честный вор в законе». Избранное. — Ростов н/Д.: Феникс, 1999. — 320 с. — 10 000 экз. — ISBN 5-222-00587-6.)
- «Великие битвы уголовного мира. История профессиональной преступности в Советской России», два тома (1999)
- Жиганец Ф. Тюремные байки. Жемчужины босяцкой речи. — Ростов н/Д.: Феникс, 1999. — 352 с. — ISBN 5-222-00958-0.
- Блатные песни / Сост. Ф. Жиганец. — Ростов н/Д.: Феникс, 2001. — ISBN 5-222-01798-2.
- Сидоров А. А. Кошачья азбука. Стихи для детей. — Ростов н/Д.: Феникс, 2001. — 64 с. — (Большая книга для маленьких детей). — 10 000 экз. — ISBN 5-222-01533-5.
- Сидоров А. А. Жиганы, уркаганы, блатари: подлинная история воровского братства, 1917-1940. — М.: Эксмо, 2005. — 347 с. — (Русский бестселлер).
- Сидоров А. А. Воры против сук. Подлинная история воровского братства. 1941—1991. — М.: Эксмо, 2005. — 384 с. — (Новейшая история криминала). — 7000 экз. — ISBN 5-699-09276-5.
- Русский шансон: тексты, ноты, история / Сост. и комм. Фимы Жиганца. Напис. нот. текста О. А. Губенко. — Ростов н/Д., 2005.
- Сидоров А. А. Песнь о моей Мурке: История великих блатных и уличных песен. — М.: ПрозаиК, 2010. — 5000 экз. — ISBN 978-5-91631-092-4.[9][14]
- Жиганец Ф. Лучшие дворовые песни. Песенник с нотами и аккордами. — Ростов н/Д.: Феникс, 2010. — 224 с. — (Жизнь удалась). — 7000 экз. — ISBN 978-5-222-16344-3.
- Здравствуй, моя Мурка! Лучшие блатные и уличные песни / Сост. А. А. Сидоров. — М.: ПрозаиК, 2010. — 208 с. — 7000 экз. — ISBN 978-5-91631-093-1.
- Сидоров А. А. На Молдаванке музыка играет. — М.: ПрозаиК, 2012. — 400 с. — 3000 экз. — ISBN 978-5-91631-167-9.
- Сидоров А. А. Я помню тот Ванинский порт. — М.: ПрозаиК, 2013. — 384 с. — 3000 экз. — ISBN 978-5-91631-192-1.
- Сидоров А. А. По тундре, по железной дороге. И вновь звучат блатные песни!. — М.: ПрозаиК, 2015. — 368 с. — 2000 экз. — ISBN 978-5-91631-230-0.

### Статьи
- Сидоров А. А. Мария, Машка, Мурка // Огонёк. — 11.10.2010.
- Жиганец Ф. Байки из зоопаркаа. Дело о похищенном страусе // Неволя — приложение к журналу Индекс/Досье на цензуру. — 2016. — № 50. — С. 23—51.
- Сидоров А. А. Как сталинский поэт-пароход двигал в жизнь блатной фольклор (Пословицы и поговорки блатного русского народа) // Неволя — приложение к журналу Индекс/Досье на цензуру. — 2016. — № 50. — С. 118—146.
- Sidorov A. Introduction // Baldaev D. Russian Criminal Tattoo: Encyclopaedia / Eds. Damon Murray, Stephen Sorrell. — Fuel Publishing, 2012. — Vol. III. — 400 p. — ISBN 978-0-95501061-9-7.

## Интервью
- Иванов Р. Интервью с Александром Сидоровым // газета «Отражение». — 01.08.2005. — № 12. Архивировано 22 июня 2016 года.
- Панин И. Полюбите меня чёрненьким // НГ Ex Libris. — 16.10.2008. Архивировано 16 июня 2017 года.
- Попов Г. Блатной энциклопедист Александр Сидоров // Вечерний Волгоград. — октябрь 2010. Архивировано 16 июня 2017 года.
- Погонцева Е. Какая жизнь, так и ругаемся // Труд. — 19.01.2012. — № 006. Архивировано 16 июня 2017 года.
- Хансиварова И. Успех — это труд // Наше время. — 30.01.2013. — № 35. Архивировано 16 июня 2017 года.
- Кисин С. Фима Жиганец: На зоне много людей с чувством юмора // Нахаловка.ру. — 30.01.2019.